# Tvärträsket (Norsjö socken, Västerbotten, 721632-165959)
Tvärträsket är en sjö i Norsjö kommun i Västerbotten och ingår i Skellefteälvens huvudavrinningsområde. Sjön har en area på 0,699 kvadratkilometer och ligger 317 meter över havet.

## Delavrinningsområde
Tvärträsket ingår i det delavrinningsområde (721863-165757) som SMHI kallar för Utloppet av Lillholmträsket. Medelhöjden är 347 meter över havet och ytan är 34,52 kvadratkilometer. Det finns inga avrinningsområden uppströms utan avrinningsområdet är högsta punkten. Norsjöån (Holmträskån) som avvattnar avrinningsområdet har biflödesordning 3, vilket innebär att vattnet flödar genom totalt 3 vattendrag innan det når havet efter 126 kilometer. Avrinningsområdet består mestadels av skog (70 procent). Avrinningsområdet har 4,15 kvadratkilometer vattenytor vilket ger det en sjöprocent på 12 procent.